# Maestro di cappella
Il maestro di cappella è la persona responsabile della musica di una compagine, che sia o meno ecclesiastica. I contorni e i limiti cronologici relativi a questa figura, che ancora nel XVI secolo poteva non avere alcuna mansione musicale, sono variabili. Inoltre, soprattutto dopo l'avvento della Riforma luterana e della cosiddetta Controriforma cattolica, la liturgia e parte dei suoi apparati si differenziarono progressivamente nei diversi Paesi, con riflessi anche sul relativo repertorio musicale e sulle modalità esecutive.

## Descrizione
Il termine è la traduzione del latino magister capellae; la capella o cappella era il centro dell'attività musicale durante il medioevo. Il magister capellae divenne poi maître de chapelle (in francese), maestro de capilla (in spagnolo), Kapellmeister (/kaˈpɛl.ˌmaɪstɐ/ in tedesco, prestato anche all'inglese).
In Italia, il maestro di cappella di una istituzione religiosa era incaricato, tra l'altro, dell'educazione musicale dei giovani apprendisti, detti in alcuni casi 'cantorini'; gli allievi erano da lui istruiti sia nella pratica del canto (ed eventualmente di uno strumento) che nella teoria musicale. Il maestro aveva obblighi contrattuali precisi ed era tenuto a osservarli, pena la perdita dell'incarico o il pagamento di una multa.
Il maestro di cappella fu anche responsabile della musica nelle cappelle di corte.
Johann Sebastian Bach (in ambito protestante) lavorò dal 1717 al 1723 come Kapellmeister per il Principe Leopoldo di Anhalt-Köthen. Antonio Caldara fu maestro di cappella per il principe Francesco Maria Ruspoli dal 1709 al 1716, dopo che nei due anni precedenti Georg Friedrich Händel aveva svolto in modo "flessibile" alcune delle mansioni dell'incarico. Joseph Haydn lavorò per diversi anni come maestro di cappella per gli Esterházy. Gaetano Donizetti fu maestro di cappella, maestro di camera e compositore di corte per l'imperatore austriaco. Questo incarico svolto presso una corte era molto ambito e di solito meglio remunerato di quello effettuato alle dipendenze di istituzioni religiose, dalle quali aveva avuto origine.
Le nuove istanze culturali e il progressivo declino del prestigio della nobiltà determinarono una perdita d'importanza del ruolo di maestro di cappella. I compositori si emanciparono, sia economicamente che socialmente; né Mozart, né Beethoven, svolsero mai tale incarico, ma furono tra i primi musicisti 'liberi professionisti', ossia non vincolati al servizio musicale di un signore per sopravvivere.

## Forze armate
Diverse forze armate hanno anche un Maestro di cappella, a volte come grado militare separato. La Reale Cappella Militare dell'Esercito e dell'Aeronautica Militare nei Paesi Bassi e in Belgio, la Cappella Reale della Musica della Marina e la Reale Cappella della Musica dell'Aeronautica militare belga hanno un maestro di cappella.